# Коста-Маркис
Коста-Маркис (порт. Costa Marques) — муниципалитет в Бразилии, входит в штат Рондония. Составная часть мезорегиона Мадейра-Гуапоре. Входит в экономико-статистический микрорегион Гуажара-Мирин. Население составляет 13 678 человека на 2010 год. Занимает площадь 4 987,18 км². Плотность населения — 2,74 чел./км².

## Демография
Согласно сведениям, собранным в ходе переписи 2010 г. Национальным институтом географии и статистики (IBGE), население муниципалитета составляет:
| Полное население                               | Полное население                               | Полное население                               | Полное население                               | 13 678 |
| ---------------------------------------------- | ---------------------------------------------- | ---------------------------------------------- | ---------------------------------------------- | ------ |
| в том числе:                                   | Городское население                            | 7 497                                          | Процент городского населения, %                | 54,81  |
|                                                | Сельское население                             | 6 181                                          | Процент сельского населения, %                 | 45,19  |
|                                                | Мужское население                              | 7 202                                          | Процент мужского населения, %                  | 52,65  |
|                                                | Женское население                              | 6 476                                          | Процент женского населения, %                  | 47,35  |
| Плотность населения, чел/км²                   | Плотность населения, чел/км²                   | Плотность населения, чел/км²                   | Плотность населения, чел/км²                   | 2,74   |
| Население муниципалитета в % к населению штата | Население муниципалитета в % к населению штата | Население муниципалитета в % к населению штата | Население муниципалитета в % к населению штата | 0,88   |

По данным оценки 2015 года население муниципалитета — 16 651 житель.

## Статистика
- Валовой внутренний продукт на 2005 составляет 630 022 000,00 реалов (данные: Бразильский институт географии и статистики[3]).
- Валовой внутренний продукт на душу населения на 2005 составляет 5.553,00 реалов (данные: Бразильский институт географии и статистики[3]).
- Индекс развития человеческого потенциала (idh) на 2000 составляет 0,693 (данные: Программа развития ООН[4]).

## География
Климат местности: экваториальный. Муниципалитет находится на правом берегу реки Гуапоре в её нижнем течении, на границе с Боливией.

## Языки
Хотя большинство населения говорит только по-португальски, на территории муниципалитета распространены несколько индейских языков, в том числе язык ябути́.

## Достопримечательности
Основной достопримечательностью муниципалитета является крепость Принсипи-да-Бейра или «Принц берега» (Real Forte Príncipe da Beira), построенная португальцами ещё в 1786 году для защиты региона от испанцев.

## Административное деление
Муниципалитет состоит из 2 дистриктов:
| № | Наименование дистрикта | Наименование дистрикта (порт.) | Территория, км² | Население, чел.(2010) | Население, чел.(2010) | Население, чел.(2010) | Плотность, чел./км² | Код дистрикта |
| № | Наименование дистрикта | Наименование дистрикта (порт.) | Территория, км² | всего                 | городское             | сельское              | Плотность, чел./км² | Код дистрикта |
| 1 | Коста-Маркис           | Costa Marques                  | 1782            | 8122                  | 7187                  | 935                   | 4,56                | 110008005     |
| 2 | Принсипи-да-Бейра      | Príncipe da Beira              | 3205            | 5556                  | 310                   | 5246                  | 1,73                | 110008015     |

## Важнейшие населенные пункты
| № | Населённый пункт  | Населённый пункт (порт.) | Категория | Население чел. (2010) | На карте                        |
| - | ----------------- | ------------------------ | --------- | --------------------- | ------------------------------- |
| 1 | Коста-Маркис      | Costa Marques            | город     | 7187                  | 12°26′12″ ю. ш. 64°13′41″ з. д. |
| 2 | Сан-Домингус      | São Domingos             | поселок   | 2250                  | 12°04′32″ ю. ш. 64°01′41″ з. д. |
| 3 | Принсипи-да-Бейра | Príncipe da Beira        | поселок   | 310                   | 12°25′34″ ю. ш. 64°25′20″ з. д. |